# А’Фамоса (крепость)

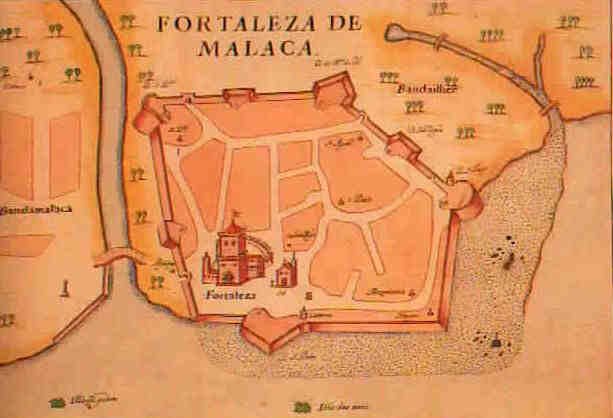
Крепость А'Фамоса в начале XVII века

А'Фамоса (малайск. Kota A Famosa) — крепость в Малакке, Малайзия, основанная португальцами в 1511 году. Название переводится с португальского как «знаменитая». Относится к старейшим сохранившимся европейским постройкам в Юго-Восточной Азии. В настоящее время от разрушенной крепости сохранилась сторожевая башня с воротами, носящая название Сантьяго Бастион.

## История
В 1511 году португальские корабли под командованием герцога Афонсу де Албукерки прибыли в Малакку. Его отряд одержал победу над войском Малаккского Султаната и, чтобы закрепить победу,  на возвышенности недалеко от побережья сразу была заложена крепость. Крепость строили 4 месяца, используя камень из разрушенных мечетей и домов. Де Албукерки полагал, что новый порт будет важным пунктом на пути от Островов Пряностей к Португалии. В это же время для связи колоний с метрополией (через Китай) создавались другие португальские форпосты в Португальской Индии, Минской империи, Макао.
Крепость имела четыре башни, соединённые длинными валами высотой до 3 м. Одна из башен была четырёхэтажным донжоном, в трёх других располагались склады, резиденция капитана крепости и офицерские казармы. Гражданское население также сначала селилось внутри крепостных стен. Там же находились 5 церквей, ремесленные мастерские и рынки. В 1586 году форт был расширен.  
В 1641 году после полугодовой осады голландским флотом крепость перешла к голландцам . Новые хозяева обновили частично разрушенные стены и ворота в крепость. На воротах над аркой был вырезан герб Ост-Индской компании, а на самой арке указан год изменений — «ANNO 1670».
Следующими владельцами города и крепости ненадолго стали британцы. Голландия передала Малакку Великобритании, опасаясь её падения от экспансии наполеоновской Франции. Англичане, тяготившиеся укреплением и сохранением фортификаций, решили разрушить крепость. К 1810 году форт был почти снесён, но назначенный губернатором Малакки сэр Стэмфорд Раффлз, хорошо знавший и любивший историю и культуру Востока, остановил разрушение. От уничтожения была спасена только воротная башня Сантьяго Бастион.
Сегодня на территории бывшего форта располагается более 20 музеев и церковь Святого Павла.

## Археологические находки

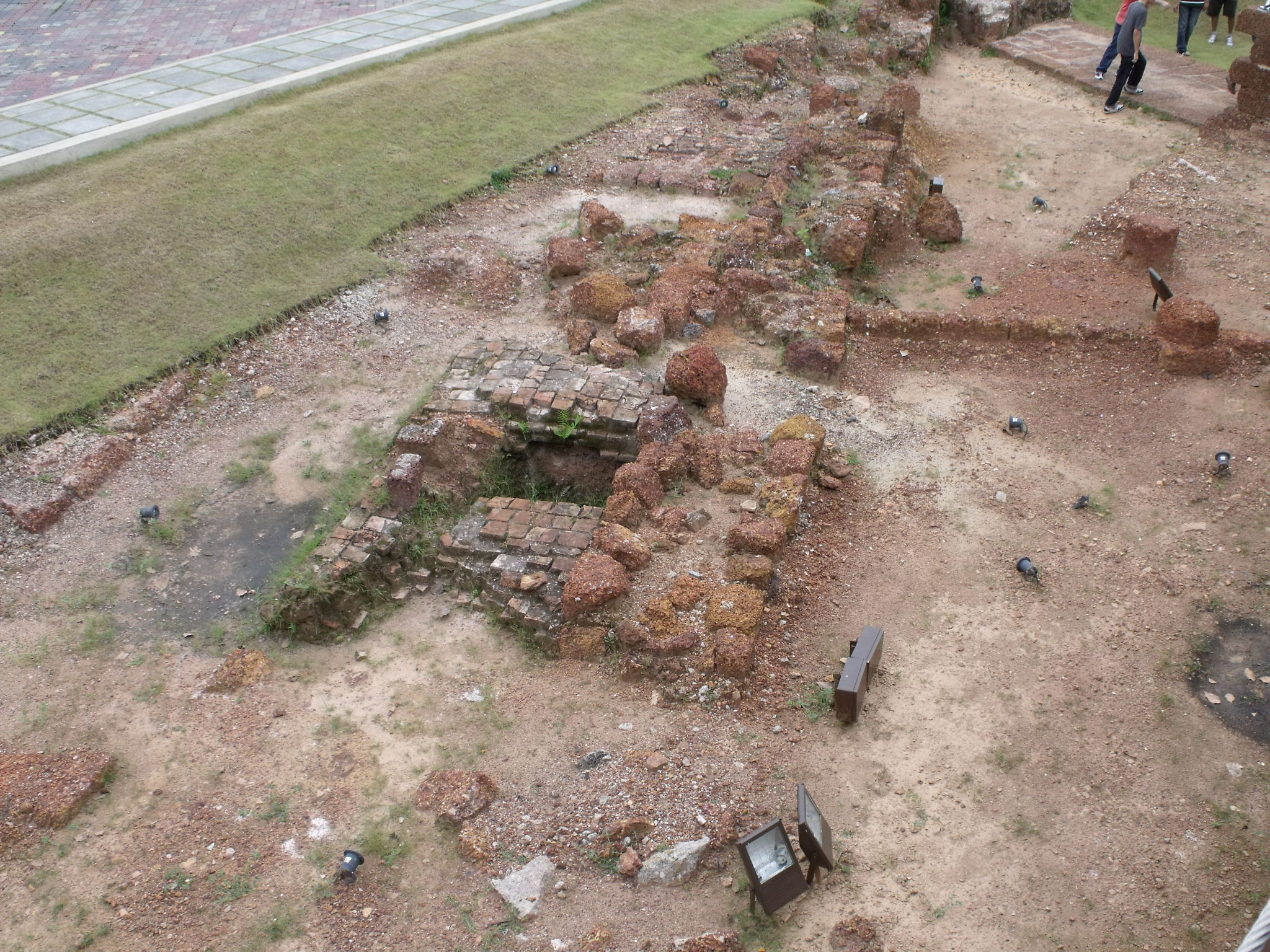
Остатки канализационной трубы

В 2006 году при закладке 110-метрового вращающегося небоскрёба была обнаружена часть крепости — Бастион Мидлебург. Небоскрёб решено было перенести в другой район. Бастион предположительно относится к голландскому периоду.